# Formlek
Formlek var en vandringsutställning som producerades av den statliga myndigheten Riksutställningar och som turnerade Sverige runt i över 20 år, från 1968 till 1989. Utställningen innebar en föregångare till en många typer av ”lådor” i utställningssyfte från Riksutställningar. Den huvudsakliga målgruppen var lågstadieelever.

## Bakgrund
Vägen till lådformade utställningar började kort efter starten för Riksutställningar som statlig försöksverksamhet 1965.
Myndighetens huvudsakliga uppgift var vid tidpunkten att producera vandringsutställningar i olika former och format. Att utveckla verksamheten blev därför naturligt för att förbättra utställningsmediet. Nya kunskaper och inspiration hämtades från andra aktörer och områden, slutsatser drogs från egna erfarenheter. Den ständiga strävan var att finna det lämpligaste samspelet mellan form och funktion för att förmedla innehållet. Pedagogiken, tekniken, formgivningen och de olika konstnärliga uttrycken skulle samspela för att berika varandra, för att ge besökaren bästa möjliga upplevelse av det innehåll som skulle förmedlas.
Andra halvan av 1960-talet var en tid av omvandling för utställningsmediet, från statiska uppställningar i särskilda visningsrum till mötesplatser för att engagera till diskussion och debatt. Exempel på produktioner för att väcka känslor var de omtalade vandringsutställningarna Den rike mannens bord och Sköna stund, som hade premiär under samma period som Formlek. I fortsättningen kunde utställningar visas lite varstans – bibliotek, arbetslokaler, sjukhus, skolor. Medier som tv, teater och film fick allt större betydelse vid den här tidpunkten, och kunde användas som en del av utställningen för att göra budskapet tydligare.
Riksutställningar insåg tidigt nyttan av att anpassa de olika produktionerna till den lokala utställaren, mottagaren.  Utseendet på utställningarna varierade från enkla pappskivebaserade varianter till komplexa produktioner som innehöll en blandning av konst, scenografi och installation.

### En historia om lådor
En tanke som skulle få genomslag var ”lådan”.
En av Riksutställningars viktigaste målgrupper var barn och unga. Den typen av utställningar visades ofta på bibliotek, vilket krävde mindre och smidigare utställningar. En önskan om lägre vikt och mindre volym på utställningarna ledde till experiment med nya material och metoder.
Idén till att skicka utställningsmaterialet i specialdesignade lådor kom från samarbetet med föreningen Konst i skolan, som inleddes 1967. I stället för att visa utställningarna på platta och skrymmande skärmar, som kunde vara svåra att frakta, utvecklades mer kompakta utställningar som packades i olika former av lådor och skåp. På sikt hittades metoder för att integrera själva lådan, eller skåpet, med utställningen – exempelvis Färglådan, Skräckskåpet och studielådan Konst på burk. Metoden löste många problem för Riksutställningar, men även mottagarna. Eftersom utställningar i skåp- och lådform var kompakta var de lättare och enklare att frakta. Formen i sig var ett emballage som skyddade det som skulle ställas ut. På plats underlättades monteringen genom att lådan och skåpet i sig blev en del av utställningen, eller en sorts museimonter.
Resultatet av utvecklingen blev bland annat de ”röda” och de ”gröna skåpen”. De tillverkades i ett stort antal och gjorde att samma utställning kunde vara på flera orter samtidigt. Utställningar i lådform kunde också fungera som ett komplement till en huvudutställning, exempelvis som i fallet med Riksutställningars produktion Vem är Sama från Ghana?
Skåp avsedda för skolan tillverkades ofta i form av ett så kallat ”utställningspaket” för användning i klassrummet. De flesta innehöll en studiehandledning, ljud- och bildband, foton och diverse föremål.
Det var i den här andan som Formlek skapades 1968.

## Tema
Formlek var avsedd för olika former av studier, främst för skolans lågstadium och olika specialklasser, men även mellan- och högstadiet kunde använda sig av utställningen. Den beskrevs bland annat som ”ett titt- och lekmaterial” för barn.
Temat var olika former av studier och upptäckter. Utställningen skulle väcka nyfikenhet och förväntan genom sin gåtfullhet, hur många askar fanns det och vad fanns det i askarna? De kunde användas i rumsligt undervisningssyfte och även fungera som en fotoutställning.

## Produktion
Formlek gjordes påfallande kompakt. Utställningen rymdes i en kubformad packlåda med sidlängden 35 centimeter, som skickades till de olika visningsorterna som ett postpaket. Vikten var omkring tio kilogram. Ett större antal exemplar tillverkades i olika material, bland annat masonit och wellpapp, för en turné som räckte över två decennier.

### Bilder på kub
Formlek påminde i grunden om så kallade kinesiska askar, eller de ryska flerdelade dockorna av typen matrjosjka. Här handlade det om fem askar i olika storlekar där de fyra mindre var placerade inuti den största asken. Askarnas utsidor var täckta av fotografiska motiv och insidorna var utförda i klara färger. Spänningsmomentet var en del av Formleks förtjänst, att inte veta hur många askar som den första asken innehöll och vad som fanns inuti. Den största av de fem askarna var i princip lika stor som packlådan materialet kom i: sidlängd 35 centimeter.
Fotografierna riktade sig i första hand till de yngsta barnen, som en inspirationskälla till det egna skapandet på tematiken egna berättelser, drama, rytm och rörelse. De fem kuberna kunde också användas till rumsliga begreppsövningar genom att placeras på olika sätt i förhållande till varandra – exempelvis ”vid sidan av”, ”ovanpå”, ”inuti”.
Utställningen kunde också användas av den äldre kategorin elever, för att prova begreppen kvadrat och kubik och kuben som rumsligt fenomen.
Formlek kunde också fungera som en ren fotoutställning uppdelad på de fem askarna/kuberna. Den största asken handlade om träd, med bilder som visade naturdetaljer i stark förstoring. Ask två visade kroppsdelar kopplade till människans fem sinnen. Ask tre, den mellanstora, fokuserade på mönster och detaljer. Nästa ask skildrade mängd- och relationsbegrepp som ”tillsammans” och ”ensam”, ”individ” och ”massa”. Den sista och minsta asken visade motiv från olika miljöer och landskap.
Med utställningen följde också en lärarhandledning. Som turnéläggare valdes Aina Bjerk.

### Molanders pedagogiska punkter
För att få ut mesta möjliga av utställningen Formlek i skolarbetet hade olika exempel på lektionsförslag utarbetats av Kerstin Molander vid Läromedelscentralen i Örebro, 1973. Så här såg hennes och läromedelscentralen i Örebros fempunktslista ut, utfärdad av Örebro skoldirektion i samband med visning i Öknaskolan:
1. Målsättning: 1. Att låta eleverna spontant se och uppleva bildmaterialet.
2. Färdighetsträning: Att låta eleverna verbalt ge uttryck för vad de ser och upplever och samtidigt tillföra dem de nya ord och uttryck som situationen kräver.
3. Dramatisering: Att i anslutning till innehållet i den minsta asken låta eleverna ”spela” troll: att vara troll, gå som troll etc.
4. Fritt skapande: Att stimulera eleverna att i anslutning till utställningen skapa något liknande.
5. Tid: cirka 2 lektioner.[12]

## Turné
Formlek tillverkades i ett större antal exemplar som tillsammans besökte ett stort antal orter i Sverige. Här nedan ges exempel på hur delar av turnén kunde se ut för en av versionerna: A-2, med start 1972.

### Formlek A-2:

#### 1972-1974
- Visby, Gotlands skolstyrelse 25/8 1972-10/6 1974.[13]

#### 1978
- Kristianstad, Filialavd. Stadsbiblioteket 6/11-20/12.[14]

#### 1979
- Hässleholm, Hässleholms skolstyrelse 8/1-10/6.[14]
- Falun, Falu stads- och länsbibliotek 1/10-30/10.[15]

#### 1980
- Västervik, Västerviks bibliotek 20/10-10/12.[16]

#### 1981
- Stockholm, Liljevalchs konsthall 18/5-31/8.[16][17]

#### 1982
Växjö, Växjö skolstyrelse 15/8-15/12 1982:
- Ör till och med 26/8.
- Åby 26/8-2/9.
- Lammhult 2/9-16/9
- Tolg 16/9-23/9.
- Söraby 23/9-7/10.
- Braås 7/10-28/10.
- Dädesjö 28/10-4/11.
- Vederslöv 4/11-18/11.
- Gemla 18/11-2/12.
- Bergunda 2/12-21/12.[18]

#### 1983
- Västerås, Västerås länsbibliotek 15/9-31/12.[19]

#### 1985
- Vilhelmina, Folkbiblioteket 12/8-15/12.[20]

#### 1986
- Stora vika, Stora vika bibliotek 3/3-8/4.[20]
- Sundbyberg, Syndbybergs kulturförvaltning 8/9-21/9.[21]

#### 1987
- Danderyd, Danderyds bibliotek 2/2-15/2.
- Eskilstuna, Nya Gästis 9/3-22/3.
- Lomma, Biblioteket i Lomma 31/3-26/4.[21]

#### 1989
- Norrköping, Barnpedagogiskt centrum 30/1-28/2.[22]

#### 1990
Ett förslag lämnas om avslutning och upplösning av Formlek A-2 och A-4, som inte hade visats sedan 1989. Som orsak till förslaget om upplösning angavs skälen: ”Producerades 1968. Sliten, ingen efterfrågan”. Åtgärd: ”Utställningen går ej att återanvända”. Redan 1984 hade samma typ av förslag lagts om fyra andra exemplar av Formlek. ”Gamla och slitna kuber” var orsaken till nedläggningen.

## Reaktioner
Karlskoga-Kuriren, 1972-11-18:
/.../I Veckonytt konstateras också att det från och med i torsdags finns en liten men sevärd utställning i Loviselundsskolan. Utställningen är från Riksutställningar och kallas ”Formlek”./.../
Arbetet, 1978-03-07:
LANDSKRONA: ”Formlek” heter en utställning som visas på huvudbiblioteket i Landskrona. Utställningen riktar sig både till barn och vuxna. Barnen är dagligen utlämnade åt bildflödet genom TV, film, tidningar, reklam och böcker. Vi upplever bilder på olika sätt, därför är det spännande att läsa bilder tillsammans med barn. Det tränar både vår och deras bildsyn – dvs förmågan att tyda bildernas innehåll och förstå vad de vill meddela./.../
Nya Kristinehamns-Posten, 1979-01-29:
Formlek är ett titt- och lekmaterial som producerats av Riksutställningar för elever både på grundskolans lågstadium, vissa särskolor och förskolor. Det innehåller fem kuber – ”kinesiska askar” – klädda med svartvita foton från vår vardag. Askarnas utsidor bär foton av lätt igenkännliga motiv grupperade så att de allt efter askarnas storlek åskådliggör begrepp som kraftig förstoring, förstoring, detalj, naturlig storlek och förminskning – begrepp som samtliga är grundläggande för vidare bildläsningsträning. Den innersta kuben rymmer ”gubben i lådan” – en krumelur sydd av elever på Nyckelviksskolan. Lärarhandledning medföljer.

## Ekonomi
Hyran för de lokala utställarna av Formlek varierade över tid och var mellan 75 och 200 kronor för en period på 14 dagar.